# Tindfjöll
Il Tindfjöll (che in lingua islandese significa: Monte appuntito) è un vulcano situato nella regione del Suðurland, nella parte meridionale dell'Islanda.

## Descrizione
La denominazione Tindfjöll si estende all'intero sistema montuoso ricoperto di ghiaccio di cui il vulcano omonimo rappresenta l'elemento centrale. Il nome è collegato alla presenza di numerosi picchi che spuntano dal ghiacciaio Tindfjallajökull che ne ricopre la sommità. La catena montuosa è confinante con il crinale del Þórsmörk e il ghiacciaio Mýrdalsjökull.
Il vulcano centrale Tindfjöll, sotto cui si trova una camera magmatica, è uno dei pochi grandi stratovulcani dell'Islanda, assieme a Eyjafjallajökull, Öræfajökull e Snæfellsjökull. L'ultima grande eruzione è avvenuta circa 52.000 anni fa e ha formato nella parte orientale una zona di riolite, roccia ricca in SiO2 e generalmente presente nei vulcani centrali di un sistema.

## Vulcanismo
Circa 200.000 anni fa, nel corso di un interglaciale, si verificò una grande eruzione esplosiva che proiettò nubi incandescenti e colate piroclastiche in tutte le direzioni. In qualche caso, come nella valle del Þórsmörk, i depositi di ignimbrite hanno uno spessore di alcuni metri. In seguito a un'altra grande eruzione esplosiva avvenuta circa 53.000 anni fa, la camera magmatica crollò e si formò la grande caldera, ben visibile dall'alto.
Evidenze di altre eruzioni avvenute nella tarda era glaciale e all'inizio dell'era attuale (circa 9.000 fa), possono essere rilevate a nord e ad ovest del vulcano centrale.